# Хорст-ан-де-Маас
Хорст-ан-де-Маас (нидерл. Horst aan de Maas) — община в провинции Лимбург (Нидерланды). Хорст-ан-де-Маас расположен на левом берегу Мааса.

## История
Община была образована 1 января 2001 года слиянием трёх общин: Брукхёйзен, Хорст и Грюббенворст.

## География
Территория общины занимает 191,92 км². На 1 августа 2020 года в общине проживало 42 416 человек. Община расположена на левом берегу Мааса.